# Connopus acervatus
Connopus acervatus — вид грибів, що належить до монотипового роду Connopus.